# Altes Rathaus (Herrieden)

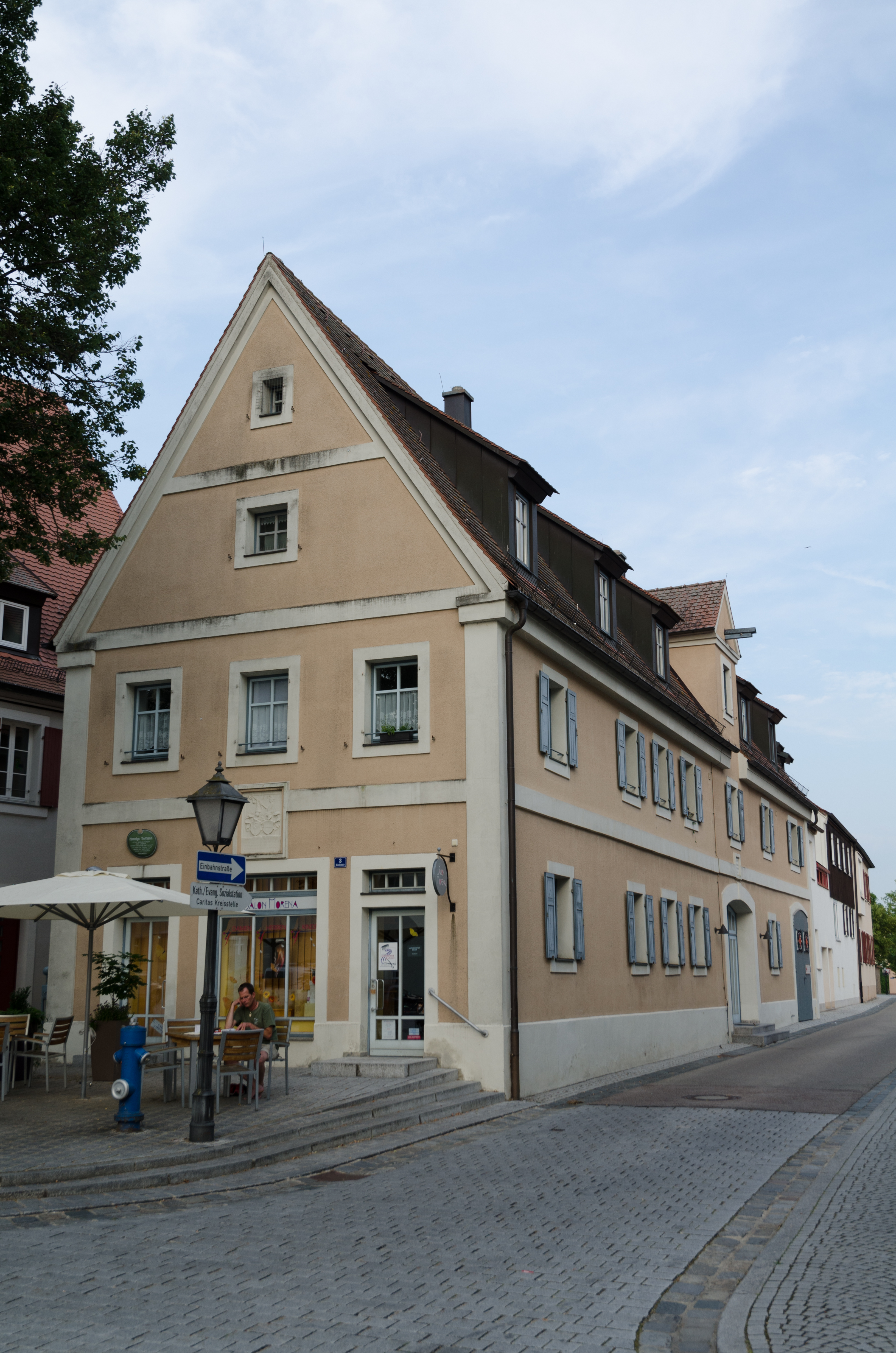
Altes Rathaus in Herrieden

Das Alte Rathaus in Herrieden, einer Stadt im mittelfränkischen Landkreis Ansbach in Bayern, wurde 1548 errichtet. Das ehemalige Rathaus am Marktplatz 3 ist ein geschütztes Baudenkmal.
Das zweigeschossige Gebäude mit Steildach und Putzgliederungen wurde im 18./19. Jahrhundert verändert.